# Adrián Martín Lucas
Adrián Martín Lucas (n. Valencia, 9 de julio de 1992) es un piloto de motociclismo español, que compitió en el Campeonato Mundial de Motociclismo entre 2008 y 2012.

## Trayectoria
Adrián Martín nació en Valencia pero su familia se estableció en la localidad valenciana de Chiva. Sus primeras experiencias con la moto fueron cuando tenía cuatro años y, cinco años después, superó las pruebas de selección del circuito Ricardo Tormo con las que disputa el Campeonato de Velocidad de la Comunitat Valenciana en minimotos. En 2003, disputó el Campeonato de España de 70cc y en temporadas siguientes fue pasando por el Nacional de 80 y 125 pre-GP. En 2007, realiza las pruebas de selección en el Aspar Team para disputar el Campeonato de España. Consigue ser aceptado por el equipo y se clasificó en todas las carreras.
En 2008, cuando contaba con 16 años, el equipo Team Aspar le dan la oportunidad de poder debutar en el Mundial sustituyendo a Pere Tutusaus en el Gran Premio de San Marino. Acabó la temporada y llega a sumar su primer punto de la general en el Gran Premio de Malasia. Ese año, siguió participando en el Campeonato de España terminado quinto en la general con 64 puntos.
Un año más tarde, decidió centrarse en el Campeonato de España, que terminó en undécima posición y, en 2010, volvió al Mundial de MotoGP en la categoría de 125 cc de la mano de Álex Debón con el equipo Aeroport de Castellón-Ajo. Adrián realizó una buena participación acabando en la decimoquinta posición de la general. En el 2011, el equipo Aspar le da la oportunidad de volver a su equipo con el que acaba decimotercero en la general de 125 cc. Su última participación sería en el equipo JHK T-Shirt Laglisse con unos resultados muy discretos y acabando en la posición 24.

## Resultados en el Campeonato del Mundo
Sistema de puntuación de 1993 hasta 2022:
| Posición | 1.º | 2.º | 3.º | 4.º | 5.º | 6.º | 7.º | 8.º | 9.º | 10.º | 11.º | 12.º | 13.º | 14.º | 15.º |
| Puntos   | 25  | 20  | 16  | 13  | 11  | 10  | 9   | 8   | 7   | 6    | 5    | 4    | 3    | 2    | 1    |

### Carreras por año
Carreras en negrita indica pole position; carreras en cursiva indica vuelta rápida.
| Año  | Cat.   | Moto    | 1      | 2       | 3       | 4       | 5      | 6       | 7      | 8       | 9       | 10      | 11      | 12      | 13      | 14     | 15     | 16      | 17      | 18 | Pts. | Pos. |
| ---- | ------ | ------- | ------ | ------- | ------- | ------- | ------ | ------- | ------ | ------- | ------- | ------- | ------- | ------- | ------- | ------ | ------ | ------- | ------- | -- | ---- | ---- |
| 2008 | 125 cc | KTM     | QAT -  | ESP -   | POR -   | CHN -   | FRA -  | ITA -   | CAT -  | GBR -   | NED -   | GER -   | CZE -   | RSM Ret | IND     | JPN 25 | AUS 17 | MAL 15  | VAL Ret |    | 1    | 33.º |
| 2010 | 125 cc | Aprilia | QAT 20 | SPA 13  | FRA 15  | ITA -   | GBR 16 | NED 16  | CAT 11 | GER Ret | CZE 11  | IND Ret | RSM 15  | ARA 11  | JPN 9   | MAL 13 | AUS 11 | POR Ret | VAL Ret |    | 35   | 15.º |
| 2011 | 125 cc | Aprilia | QAT 28 | SPA 12  | POR 9   | FRA 14  | CAT 9  | GBR 6   | NED 33 | ITA Ret | GER Ret | CZE Ret | IND Ret | RSM 26  | ARA 9   | JPN 8  | AUS 27 | MAL Ret | VAL Ret |    | 45   | 13.º |
| 2012 | Moto3  | Honda   | QAT 20 | ESP Ret | POR Ret | FRA Ret | CAT 17 | GBR Ret | NED 18 | GER Ret | ITA 13  | IND Ret | CZE 13  | RSM DNQ | ARA Ret | JPN 17 | MAL 12 | AUS 12  | VAL Ret |    | 16   | 24.º |